# Sevilla Fútbol Club (femenino)
El Sevilla Fútbol Club Femenino es la sección de fútbol femenino del Sevilla Fútbol Club, fue creado en 2007 y actualmente juega en la Primera División Femenina de España.

## Historia

### C. D. Híspalis
El C. D. Híspalis es un club de barrio de la ciudad de Sevilla, fundado en 1972 y que posee varios equipos de fútbol base. En 1992 el Híspalis crea el equipo femenino, que poco a poco fue creciendo hasta llegar a la máxima categoría del fútbol femenino y convertirse en el equipo más representativo del club. 
En el año 2004 el Sevilla Fútbol Club adquiere el equipo femenino del C. D. Híspalis, pasando este a utilizar los colores, distintivos y nombre así como entrenar y disputar sus partidos como local en la ciudad deportiva del Sevilla Fútbol Club. 
De este modo el Sevilla Femenino (oficialmente C. D. Híspalis) compitió durante cuatro temporadas en la Superliga. Los mayores logros deportivos de esta etapa son el subcampeonato de la Superliga de la temporada 2005-06 y alcanzar las semifinales de la Copa de la Reina la temporada 2006-07.

### Sevilla F. C. Femenino
El la temporada 2007-08 el equipo desciende de categoría. Entonces el Sevilla Fútbol Club se desvincula del C. D. Híspalis y crea un nuevo equipo femenino, ya dentro de la estructura del club, que empieza a competir desde la categoría más baja, la Provincial. Aparece así el actual Sevilla Fútbol Club Femenino. 
La temporada 2008-09 el equipo, formado en su mayoría por jugadoras del Híspalis y de la cantera sevillista, arrasa en la categoría Provincial y consigue el ascenso a Primera Nacional.
Sin embargo, la temporada 2009-10 se produce una ampliación de la Superliga y el Sevilla F. C. es invitado, junto a otros clubes, a disputar la Superliga esa temporada. Retorna así el equipo a la máxima categoría del fútbol femenino. 
En la temporada 2011/12, el equipo cuajó una gran actuación en la Segunda División Femenina de España, y acabó ascendiendo de nuevo a la máxima categoría del fútbol femenino español. A su vez, el Sevilla FC Femenino B también ascendió a la Segunda División, completando un gran año en las categorías femeninas del Sevilla FC.